# ドッグウェア

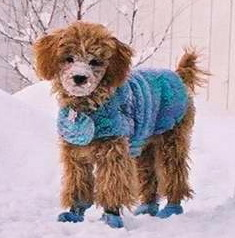
雪の中でもセーターを着て犬のブーツを履いて暖かそうなプードル

ドッグウェア（Dog's fashion）とは、主にペット犬が着用する服で、時にペット犬のための玩具、矯正器具、生活用品などを含めたものを総称で呼ぶ場合もある。
ドッグウェアは、ペットウェアの中でも一番のシェアとなっている。
犬服と呼ばれる場合もある。

## 用途
室内犬の抜け毛対策や、散歩時の寒さ対策、汚れ防止等の観点から、愛犬にドッグウェアを着用させるオーナーは、近年増加傾向にある。
ただし、犬は元来厳しい自然に対応する能力を持っており、わざわざ服を着せる事を疑問視する意見もある。飼い主が、いかに自分が飼い犬を可愛がっているかを周囲にアピールする目的でもって着せられるケースが少なくないなど、近年ではドックウェアの存在を「犬を飼う人間の歪んだ愛情の象徴」と断じられる事が多い。

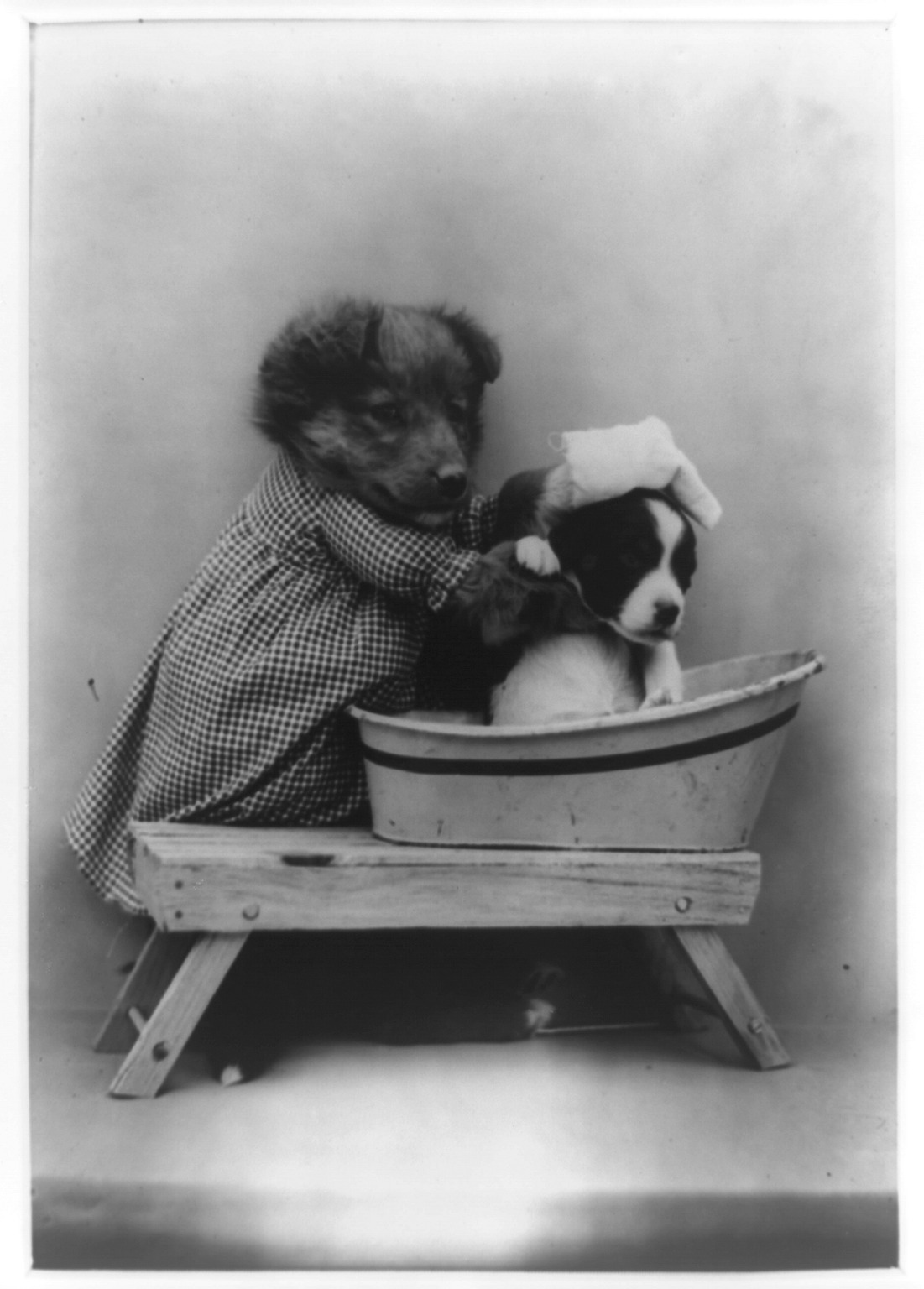
ハリー・ウィッター・フリーズ撮影「The bath」1915年
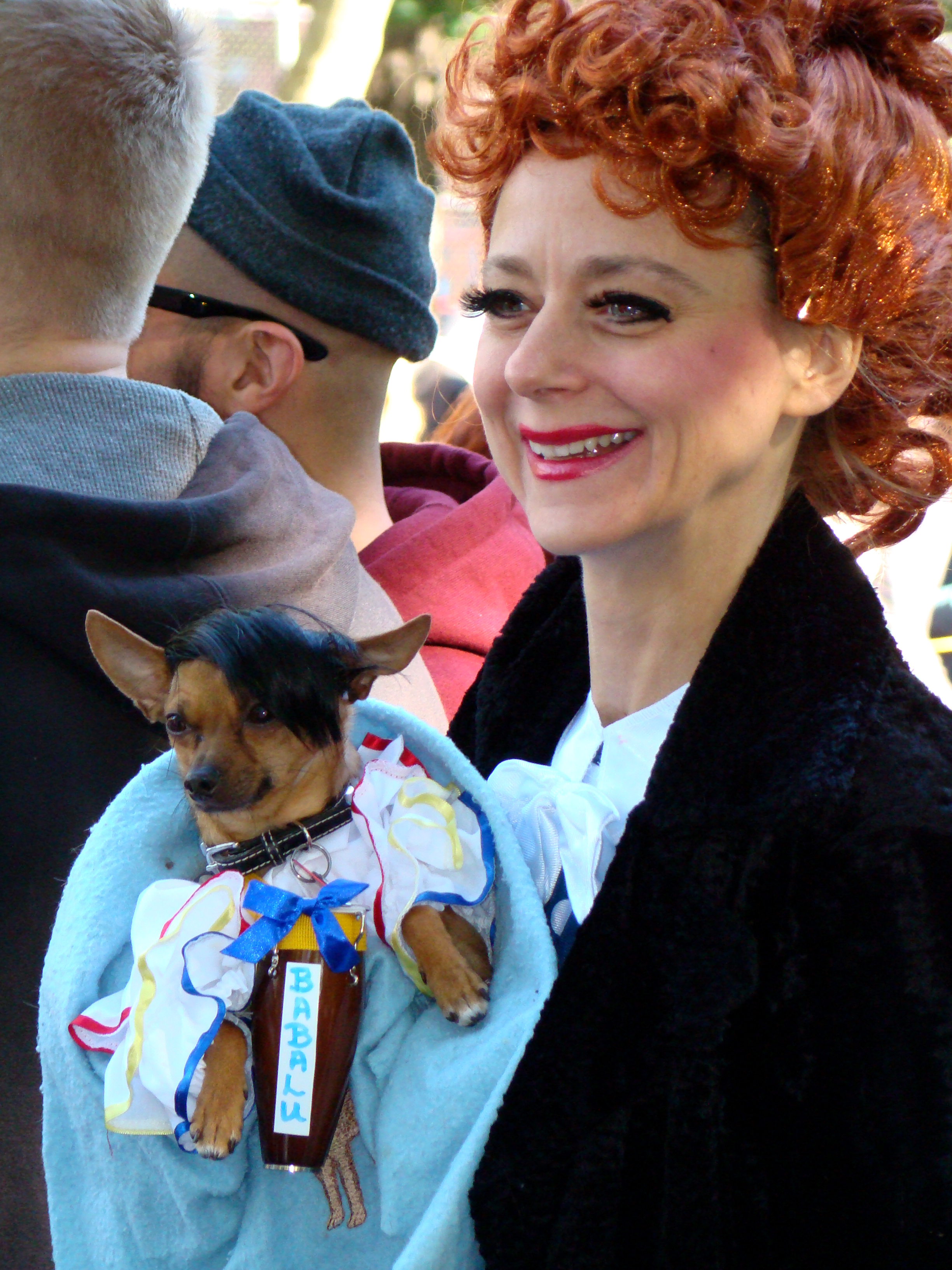
着飾ったチワワ
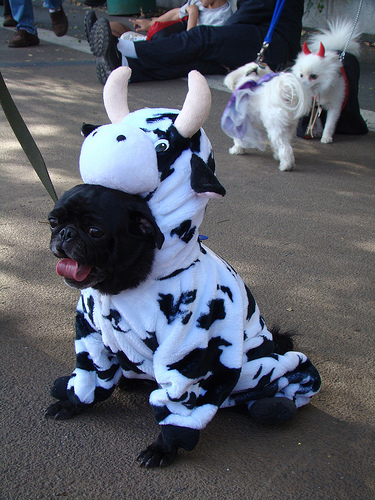
牛の着ぐるみのパグ
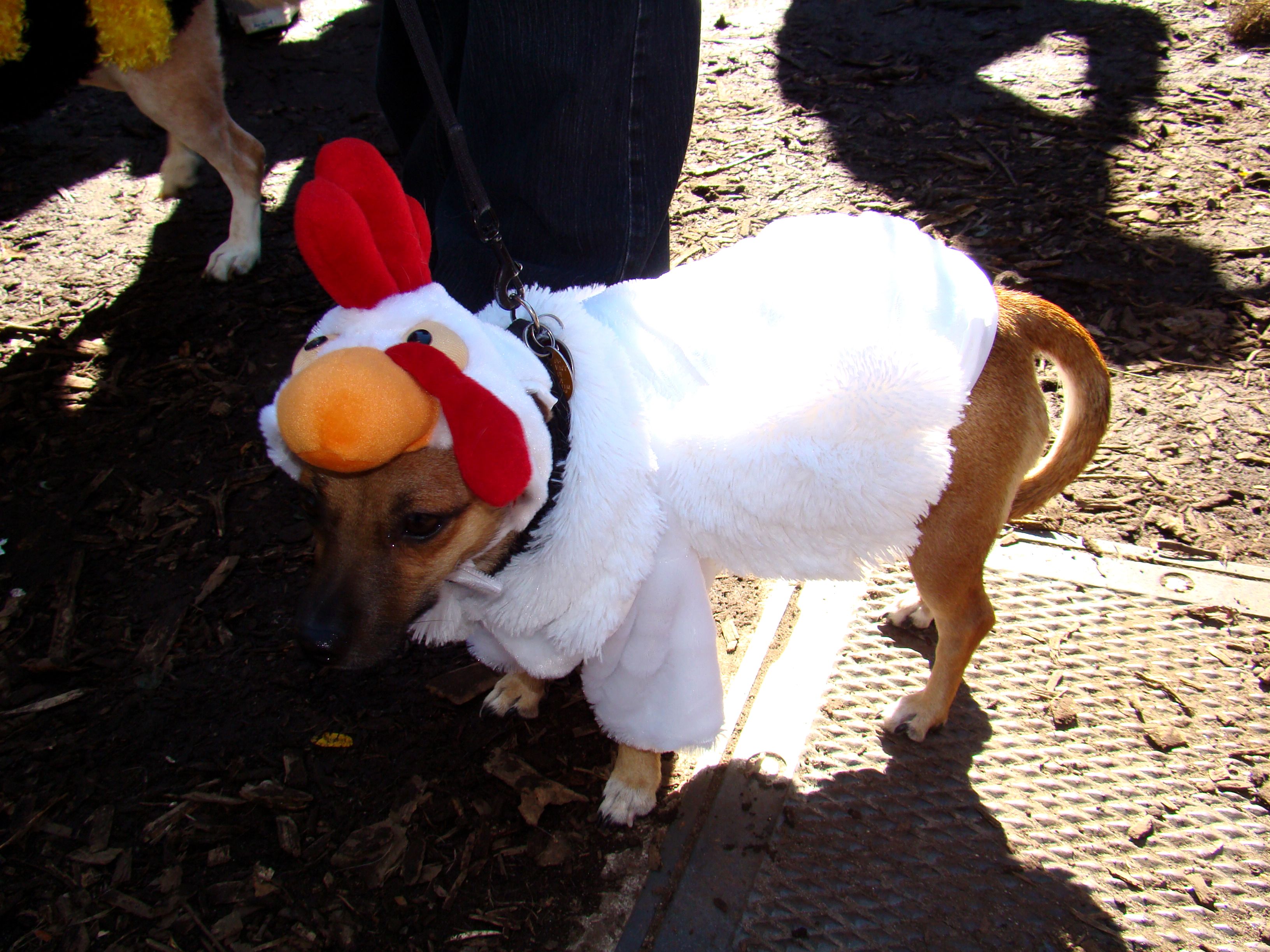
ニワトリの着ぐるみの犬
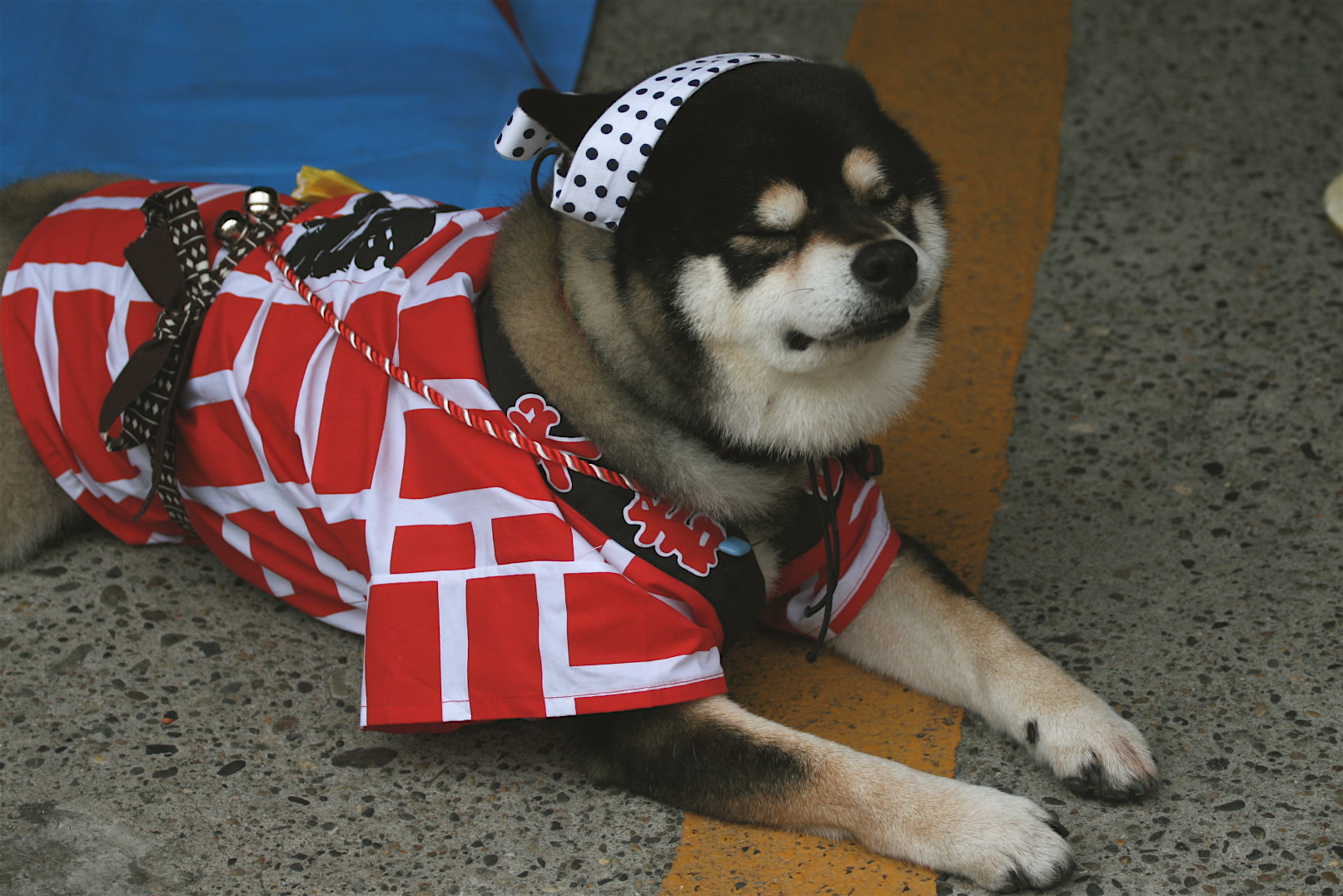
お祭りの法被の柴犬
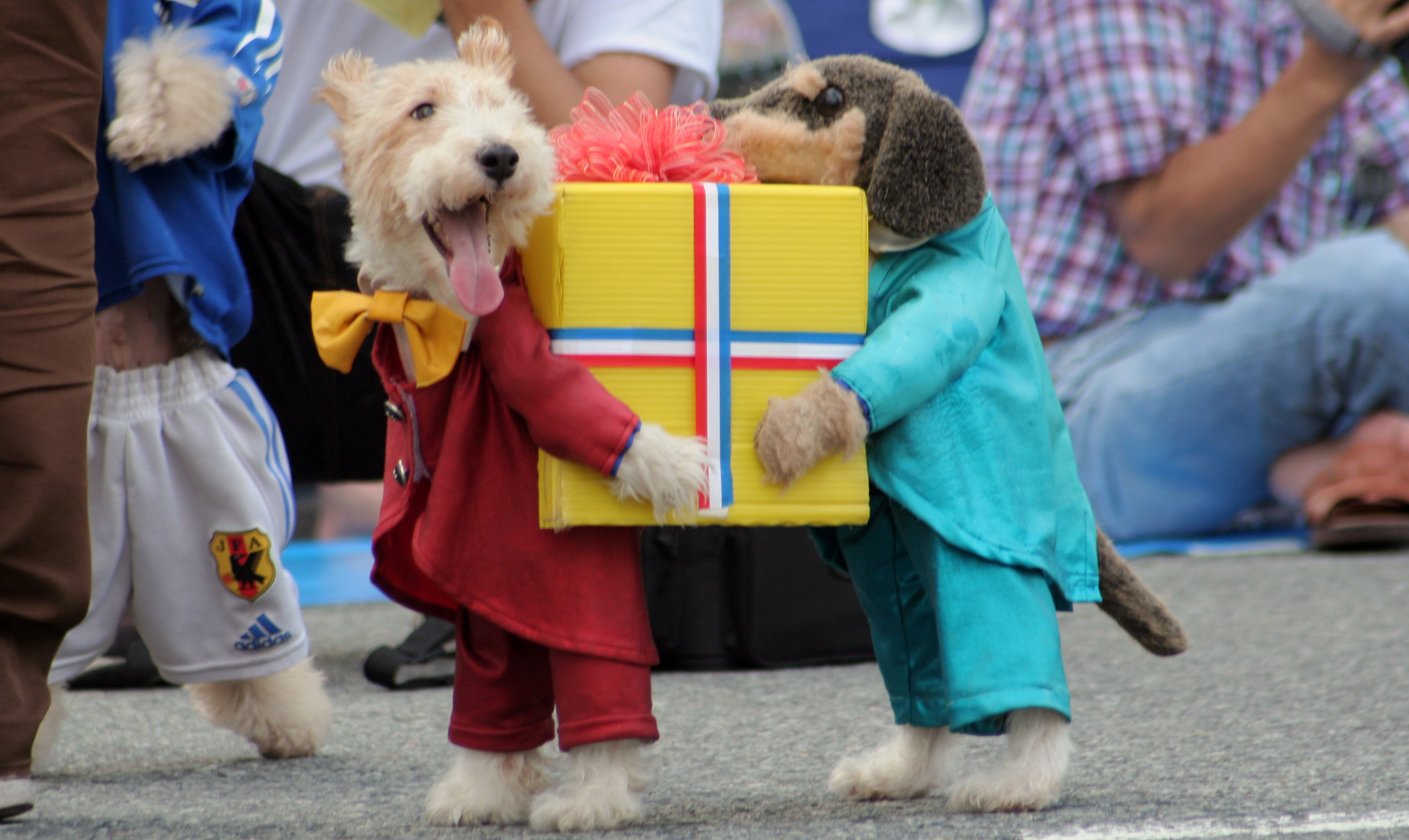
姫路市お城祭りにいた着ぐるみのテリア
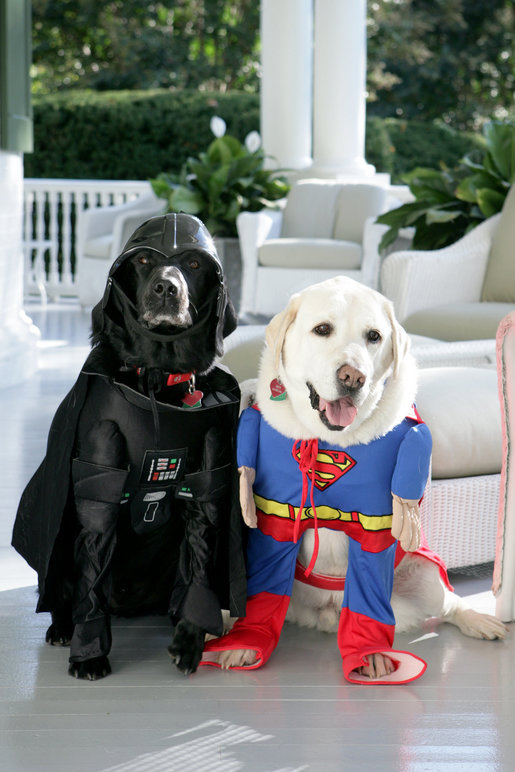
ハロウィーンでダース・ベイダーとスーパーマンのコスチュームのディック・チェイニーの飼い犬
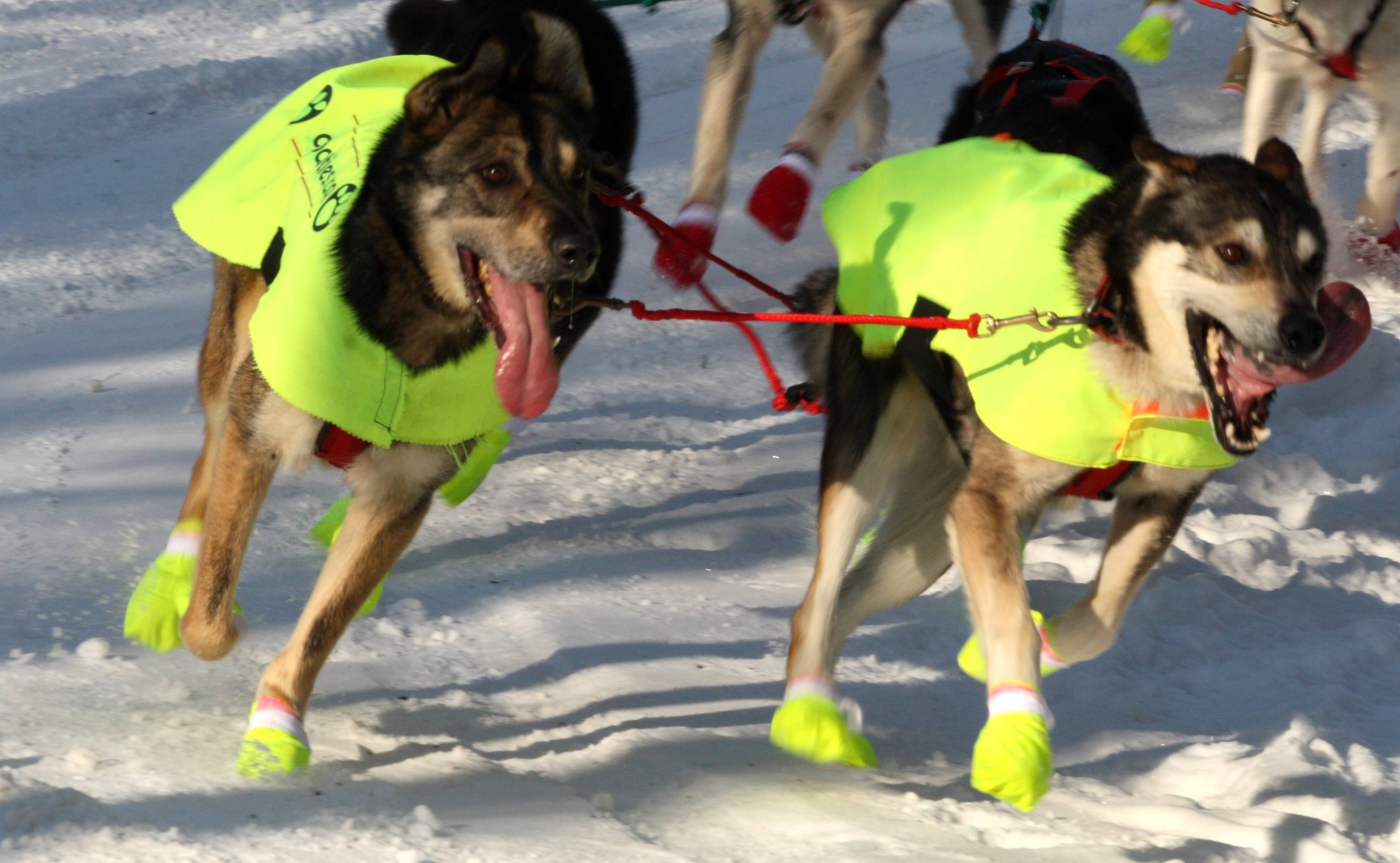
足の保護用の犬のブーツを履いたアイディタロッド・トレイルの犬ぞりレース（英語版）の犬たち

## 国内
- Cinofilo -tezukayama-
- SOMETHING
- Dog'n Roll London
- kansai
- KITTY
- OUTDOOR
- PiPi
- Simplers
- CRAZYBOO
- SHAPES AND COLORS
- CREATIVE YOKO(ペットパラダイス)
- CanNana(きゃんナナ)
- OPITANO(オピタノ)

## 海外
- PUPPIA
- PINKAHOLIC
- DISNEY